# Cities XL 2012
Cities XL 2012 est un jeu vidéo développé et édité par Focus Home Interactive sorti en France le 20 octobre 2011.

## Présentation
C'est le troisième opus de la série Cities XL.
Cities XL 2012 propose aux joueurs de devenir des urbanistes, qui devront trouver la bonne adéquation entre le développement économique et énergétique de leurs villes, les transports, les logements, les services sociaux ou encore les activités de loisir.

## Nouveautés
Cities XL 2012 propose des nouveautés par rapport aux précédents opus de la série.
L’accent de cette version 2012 a été mis sur le contenu, le jeu proposera ainsi près de 1 000 constructions et bâtiments différents, soit 300 bâtiments supplémentaires comparé à Cities XL 2011. À cela s’ajoutent 60 cartes constructibles.
Cities XL 2012 s'ouvre également au modding à travers un guide spécial fourni avec le jeu et des outils adaptés pour permettre d'intégrer au jeu des bâtiments créés sous un logiciel de modélisation 3D.

## Accueil
| Cities XL 2012 |      |       |
| Média          | Pays | Notes |
| GameSpot       | US   | 6/10  |
| Jeuxvideo.com  | FR   | 15/20 |